# Койонсаари
Койонсаари (Койонсари, фин. Kojonsaari) — небольшой остров в Ладожском озере. Относится к группе Западных Ладожских шхер. Территориально относится к Лахденпохскому району Карелии, Россия.
Остров расположен посреди бухты Терву. Вытянут с запада на восток. Длина 2,4 км, ширина 1,4 км. Наивысшая точка — 51 м.
Примечателен наличием нехарактерных для этих мест песчаных пляжей, чем и привлекает отдыхающих.

## История
Известно, что на некоторых островах в окрестностях соседнего с островом посёлка Вятиккя были монастырские скиты.
Название острова происходит от финской фамилии Kojo. На карте 1921 года остров называется Hasseuksensaari, а хутор Kojo расположен напротив, на материковом берегу, там где сейчас стоит турбаза Северного завода. На карте 1939 года остров обозначен двойным названием — Hasseuksensaari eli Kojonsaari. На картах 1940-х остров называется уже просто Kojonsaari.

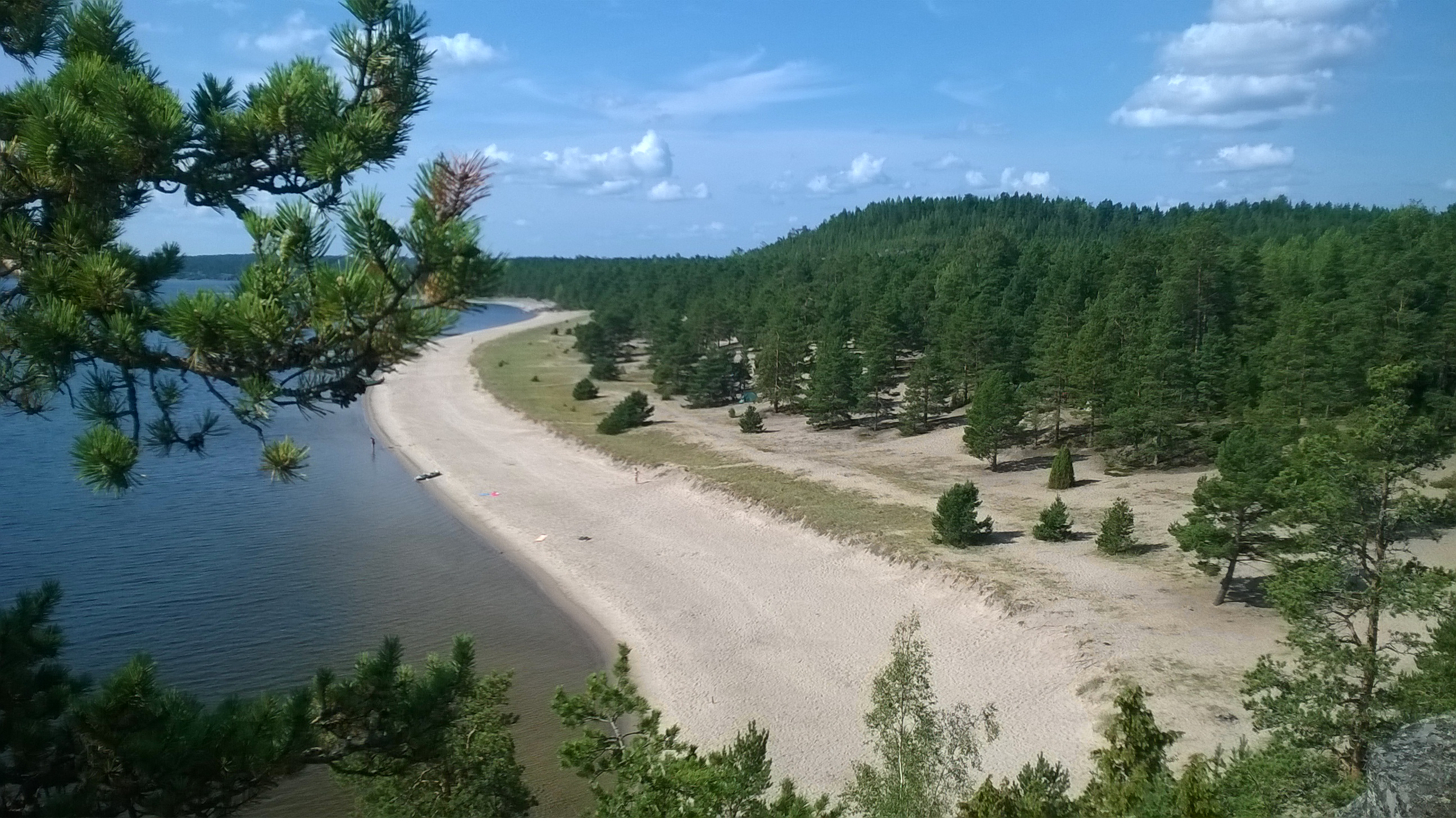
Пляж острова Койонсари

Остров попытались арендовать в 2003 году. Фамилия одного из первой тройки арендаторов — Коган (по-английски — Cohan). Там и сям появились таблички с фальшивой надписью «остров Коэнсари».
В 2005 году по острову проложили дороги, построили мост на «большую землю», что значительно увеличило число посещающих остров туристов.
В последние годы на пару недель в июле остров оккупируют фестивали эзотерических течений. Благодаря условиям субаренды и организаторам природа острова несёт в эти дни минимальные потери.
В 2013 году защитники природы обнаружили, что на острове на территории защитных лесов острова возводится физкультурно-оздоровительный комплекс. Министру по природопользованию и экологии Карелии Виктору Чикалюку, а также руководству республиканской прокуратуры и регионального управления Росприроднадзора было направлено обращение с просьбой принять меры по прекращению незаконного строительства. Защитники природы обратили внимание карельского министра на тот факт, что строительство на острове Койонсаари осуществляется на землях лесного фонда, а дома построены на ленточном фундаменте, который в соответствии со СНИПом, определяет принадлежность строения к капитальному. Между тем, участок, отведенный под застройку, расположен в защитных лесах Ладожского озера. В соответствии с нормами Лесного кодекса использование защитных лесов должно быть совместимо с их целевым назначением. При использовании лесов для осуществления рекреационной деятельности допускается возведение только временных построек.